# Diócesis de Vellore
La diócesis de Vellore (en latín: Dioecesis Vellorensis, en inglés: Roman Catholic Diocese of Vellore y en tamil: வேலூர் மறைமாவட்டம்) es una circunscripción eclesiástica de la Iglesia católica en India. Se trata de una diócesis latina, sufragánea de la arquidiócesis de Madrás y Meliapor. Desde el 21 de marzo de 2020 es sede vacante y su administrador diocesano es el presbítero John Robert.

## Territorio y organización
La diócesis tiene 12 265 km² y extiende su jurisdicción sobre los fieles católicos de rito latino residentes en el estado de Tamil Nadu en los distritos de: Vellore, Tirupathur, Ranipet y Tiruvannamalai.
La sede de la diócesis se encuentra en la ciudad de Vellore, en donde se halla la Catedral de Nuestra Señora de la Asunción.
En 2020 en la diócesis existían 87 parroquias.

## Historia
La diócesis fue erigida el 13 de noviembre de 1952 con la bula Ex primaevae Ecclesiae del papa Pío XII, obteniendo el territorio de la arquidiócesis de Madrás.
El 13 de diciembre de 1957, con la carta apostólica Maria parens, el papa Pío XII proclamó a la Santísima Virgen María, venerada con el título de Auxiliadora, como patrona principal de la diócesis.
El 1 de septiembre de 1969 se cambió el territorio de la diócesis, con la cesión de un taluk a la arquidiócesis de Madrás y Meliapor y la adquisición de otros dos por parte de la arquidiócesis de Pondicherry y Cuddalore.

## Estadísticas
Según el Anuario Pontificio 2021 la diócesis tenía a fines de 2020 un total de 194 700 fieles bautizados.
| Año                                                                             | Población            | Población  | Población      | Sacerdotes | Sacerdotes    | Sacerdotes    | Bautizados por sacerdote | Diáconos permanentes | Religiosos | Religiosos | Parroquias |
| Año                                                                             | Bautizados católicos | Total      | % de católicos | Total      | Clero secular | Clero regular | Bautizados por sacerdote | Diáconos permanentes | Varones    | Mujeres    | Parroquias |
| ------------------------------------------------------------------------------- | -------------------- | ---------- | -------------- | ---------- | ------------- | ------------- | ------------------------ | -------------------- | ---------- | ---------- | ---------- |
| 1970                                                                            | 67 224               | 3 490 908  | 1.9            | 95         | 38            | 57            | 707                      |                      | 124        | 218        | 36         |
| 1980                                                                            | 93 560               | 4 500 000  | 2.1            | 100        | 63            | 37            | 935                      |                      | 54         | 380        | 51         |
| 1990                                                                            | 126 180              | 5 010 680  | 2.5            | 130        | 86            | 44            | 970                      |                      | 129        | 513        | 60         |
| 1998                                                                            | 131 150              | 5 590 953  | 2.3            | 130        | 83            | 47            | 1008                     |                      | 77         | 645        | 71         |
| 2002                                                                            | 145 841              | 6 287 632  | 2.3            | 136        | 101           | 35            | 1072                     |                      | 65         | 645        | 73         |
| 2003                                                                            | 145 996              | 8 877 989  | 1.6            | 136        | 101           | 35            | 1073                     |                      | 55         | 645        | 79         |
| 2004                                                                            | 146 091              | 8 869 698  | 1.6            | 138        | 103           | 35            | 1058                     |                      | 55         | 645        | 82         |
| 2010                                                                            | 168 980              | 10 363 000 | 1.6            | 171        | 121           | 50            | 988                      |                      | 97         | 666        | 85         |
| 2014                                                                            | 174 348              | 6 401 206  | 2.7            | 213        | 128           | 85            | 818                      |                      | 126        | 764        | 84         |
| 2017                                                                            | 190 000              | 6 571 250  | 2.9            | 213        | 121           | 92            | 892                      |                      | 134        | 770        | 86         |
| 2020                                                                            | 194 700              | 6 417 220  | 3.0            | 221        | 129           | 92            | 880                      |                      | 134        | 880        | 87         |
| Fuente: Catholic-Hierarchy, que a su vez toma los datos del Anuario Pontificio. |                      |            |                |            |               |               |                          |                      |            |            |            |

## Episcopologio
- Pablo Mariaselvam, S.D.B. † (4 de febrero de 1953-25 de junio de 1954 falleció)
  - Sede vacante (1954-1956)
- David Maryanayagam Swamidoss Pillat, S.D.B. † (4 de julio de 1956-17 de julio de 1969 falleció)
- Royappan Antony Muthu † (23 de noviembre de 1970-19 de diciembre de 1980 falleció)
- Savarinathan Michael Augustine † (19 de junio de 1981-18 de febrero de 1992 nombrado arzobispo de Pondicherry y Cuddalore)
- Malayappan Chinnappa, S.D.B. (17 de noviembre de 1993-1 de abril de 2005 nombrado arzobispo de Madrás y Meliapor)
- Soundaraj Periyanayagam, S.D.B. † (11 de julio de 2006-21 de marzo de 2020 falleció)
  - Sede vacante (desde 2020)